# Nocturnes, op. 15 de Chopin
Les Nocturnes, opus 15 de Chopin sont trois nocturnes pour piano composés par Frédéric Chopin entre 1831 et 1833. Deuxième cycle de nocturnes du compositeur, ils sont dédiés au pianiste et chef d'orchestre Ferdinand Hiller, ami du compositeur, et ont été publiés à Leipzig, Londres et Paris chez Maurice Schlesinger.

## Nocturneno1
Le no 1 en fa majeur est un andante cantabile à 3/4.

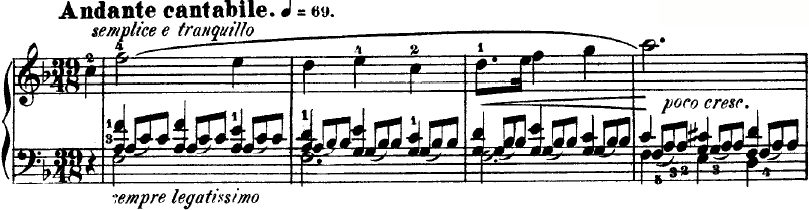
Premières mesures du Nocturne no 1.

## Nocturneno2
Le no 2 en fa dièse majeur est un larghetto à 2/4.

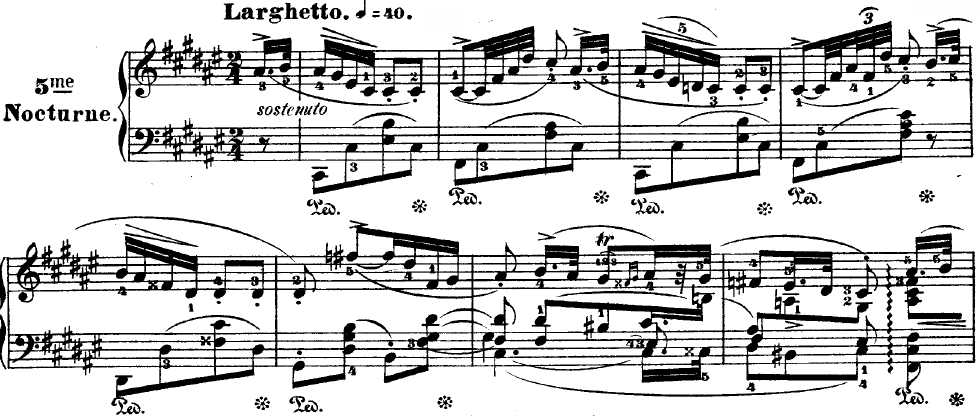
Premières mesures du Nocturne no 2.

## Nocturneno3
Le nocturne no 3 en sol mineur (ou sixième nocturne) est un lento à 3/4.

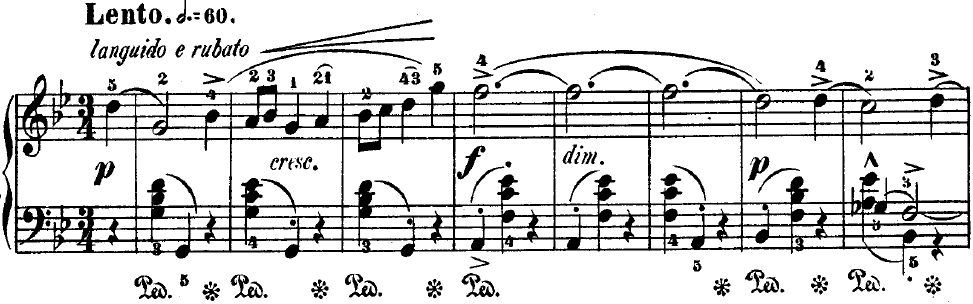
Premières mesures du Nocturne no 3.

La partie de la main droite est composée de motifs simples de croches et de noires, suivis d'une montée et d'une descente chromatique. La partie de la main gauche conserve des motifs de noires pour soutenir la main droite, avec des marques de pédale toutes les six notes. La partie finale de la pièce est intitulée Religioso faisant jouer à la main droite, à partir de la quatre-vingt neuvième mesure, une série d'accords en legato.
Cette pièce s'écarte de la forme ternaire habituellement donnée par Chopin à ses nocturnes. La section finale est non seulement sans rapport thématique avec la section d'ouverture mais aussi dans une tonalité différente (fa majeur). Les quatre dernières mesures reviennent à la tonalité de sol mineur, bien que l'accord final soit en sol majeur (une tierce picarde), comme cela est fréquent dans les nocturnes composés par Chopin.
À l'origine, Chopin avait intitulé ce nocturne « Au cimetière » après avoir assisté à une représentation de Hamlet ; il a ensuite fait effacer l'inscription avant de faire imprimer la pièce et aurait déclaré : « Laissez-les comprendre par eux-mêmes, ».